# Сборная России против сборной мира 2002
Сборная России против сборной мира 2002 года, также называемый «Матч нового века» — командный турнир по шахматам, проходивший в Москве в Большом Кремлёвском дворце с 8-го по 11-е сентября.

## Мероприятие
В каждой команде было по 12 человек (десять основных игроков и двое запасных), турнир в быстрые шахматы (25 минут на партию с добавлением по 10 секунд после каждого хода) проводился по схевенингенской системе.
Команду России представляли 12-й, 13-й и 14-й чемпионы мира, Анатолий Карпов, Гарри Каспаров и Владимир Крамник (на момент матча по версии ПША), а также чемпион мира ФИДЕ 1999 года — Александр Халифман, чемпионы РФ Пётр Свидлер, Александр Морозевич, Александр Мотылёв, чемпион мира среди юношей Евгений Бареев, чемпион Европы среди юношей Вадим Звягинцев, Алексей Дреев, Сергей Рублевский, Александр Грищук. В качестве наблюдателей присутствовали 7-й и 10-й чемпионы мира Василий Смыслов и Борис Спасский, и четырёхкратный чемпион СССР, вице-чемпион мира Виктор Корчной. Тренер российской команды — чемпион РСФСР Нухим Рашковский.
Команду мира представляли Юдит Полгар, чемпионы мира ФИДЕ Вишванатан Ананд и Руслан Пономарёв, а также Василий Иванчук, Найджел Шорт, Петер Леко, Алексей Широв, Владимир Акопян, Борис Гельфанд, Илья Смирин, Зураб Азмайпарашвили, Теймур Раджабов.
Турнир после сыгранных 100 партий завершился победой команды мира со счётом 52:48.

## Сенсация
В 5-м туре Юдит Полгар победила Гарри Каспарова, что стало единственным поражением от женщины за шахматную карьеру.

## Таблица
| Доска | Сборная РФ | Сборная мира | Страна | 1 тур | 2 тур | 3 тур | 4 тур | 5 тур | 6 тур | 7 тур | 8 тур | 9 тур | 10 тур | Результат |
| ----- | ---------- | ------------ | ------ | ----- | ----- | ----- | ----- | ----- | ----- | ----- | ----- | ----- | ------ | --------- |
|       |            |              |        | ? : ? | ? : ? | ? : ? | ? : ? | ? : ? | ? : ? | ? : ? | ? : ? | ? : ? | ? : ?  | 48 : 52   |